# Oumar Diaw
Pour les articles homonymes, voir Diaw.
Oumar Diaw est un acteur français d'origine sénégalaise.

## Biographie
À l'âge de trois ans, il arrive en France. Il vit d'abord à Paris avec ses parents, puis ceux-ci déménagent à Mantes-la-Jolie (Yvelines) où habite le reste de la famille. C'est dans cette ville qu'il grandit et fait le reste de sa scolarité. Après un baccalauréat STT, il obtient un DEUG d'histoire à l'université de Cergy-Pontoise (Val-d'Oise), ensuite, il décide d'arrêter ses études pour se consacrer à la passion qu'il a depuis son enfance : le cinéma. 
Il commence par jouer dans quelques pièces de théâtre pour s'exercer à la comédie. Ces premières expériences confirment sa volonté d'évoluer dans ce domaine et en 2005, il obtient un rôle dans Ain't Scared d'Audrey Estrougo, un court-métrage pilote qui sera finalement tourné en version longue, l’année suivante, par la même réalisatrice, sous le titre de Regarde-moi. Oumar Diaw y interprète le rôle de Mouss. En 2007, il incarne Thierry Decastel dans l’épisode Passager clandestin de la série Femmes de loi.
Avec des amis comédiens, il crée, en 2010, un programme court humoristique qui s'intitule La cage, dont les épisodes sont diffusés sur Internet.
En 2013, il reprend sur scène le rôle tenu par Noom Diawara dans Amour sur place ou à emporter au théâtre du Gymnase. Un an plus tard, il est choisi par le réalisateur Benjamin Rocher pour être le partenaire de Jean Reno dans le film d’action Antigang, sorti en août 2015.

## Filmographie

### Cinéma

#### Longs métrages
- 2007 : Regarde-moi d'Audrey Estrougo : Mouss
- 2007 : Black de Pierre Laffargue : Régis
- 2008 : Tellement proches d'Éric Toledano et Olivier Nakache : le prévenu numéro 1
- 2009 : Black de Pierre Laffargue : Régis
- 2011 : Toi, moi, les autres d'Audrey Estrougo : Oumar
- 2013 : Marius de Daniel Auteuil : un poivrot
- 2014 : Une histoire banale d'Audrey Estrougo : Wilson
- 2015 : Antigang de Benjamin Rocher : Manu
- 2015 : Gen-Ar de Gilles Thompson : Brahim
- 2017 : Il l’on fait de Rachid Akiyahou et Said Bahij : Khalifa Camara
- 2023 : Antigang, la relève de Benjamin Rocher

#### Courts métrages
- 2005 : Ain't scared d'Audrey Estrougo : Mouss
- 2007 : La deuxième vie du sucrier de Didier Canaux : un jeune
- 2009 : Les derniers hommes de Samir Abdessaied : Marcus
- 2009 : Magic City de Roger Delattre : Spiderman
- 2009 : Obama e(s)t moi de Stevan Lee Mraovitch : Akim
- 2010 : F@ce World de Gaby Ohayon
- 2010 : À chaque jour suffit sa peine d’Hervé Prat
- 2014 : Terremere d’Aliou Sow : Abdoulaye
- 2015 : Voiler la face d’Ibtissem Guerda

### Télévision

#### Téléfilms
- 2007 : Comme des champions d'Ivan Grbovic : Marc Kanimba
- 2010 : Adouna, la vie, le monde d'Olivier Langlois : Bab's
- 2011 : Les Pirogues des hautes terres d'Olivier Langlois : Abdou
- 2011 : Injustice de Benoît d'Aubert : Issa
- 2013 : Demain sans faute de Jean-Louis Lorenzi : Olivier
- 2022 : Drame en haute mer d'Adeline Darraux : Nicolas

#### Séries télévisées
- 2000 : Femmes de loi, saison 8, épisode Passager clandestin de Hervé Renoh : Thierry Decastel
- 2008 : Central Nuit, épisode  Rêves brisés de Félix Olivier : Jules M'bia
- 2009 : Équipe médicale d'urgence d'Étienne Dhaene

#### Web séries
- 2010 : La cage de Jean-Claude Tran
- 2014 : J’aime mon job de Samir Abdessaied, Djiby Badiane et Vincent Ooghe (Prix de la meilleure webfiction au Festival des créations télévisuelles de Luchon)
- 2020 : Groom saison 2 de Florent Bernard, Adrien Ménielle et Robinson Latour

## Théâtre
- 1998 : Les Griots, mise en scène Abdoulaye Sissoko
- 2006 : Le Banc Jaxxle, mise en scène Assane Seck
- 2013 : Amour sur place ou à emporter, de Noom Diawara et Amelle Chahbi, mis en scène Fabrice Éboué, au théâtre du Gymnase à Paris
- 2015 : Drôles de menteurs de Tony Harrisson et Cécilia Mazur, mis en scène Tony Harrisson, au théâtre du Petit Gymnase à Paris
- 2015 : 9 mois de bonheur, enfin presque... d’Oumar Diaw et Fonzie Meatoug, mis en scène Noom Diawara, à l'Apollo Théâtre à Paris.

## Distinctions
- 2014 : Nomination pour le prix du meilleur second rôle au 20e Festival Jean Carmet, pour Une histoire banale d'Audrey Estrougo